# Cistus aguilari
Cistus aguilari là một loài thực vật có hoa trong họ Nham mân khôi. Loài này được O.E.Warb. mô tả khoa học đầu tiên năm 1931.